# Salt Lake City Prospectors
I Salt Lake City Prospectors sono stati una franchigia di pallacanestro della WBA, con sede a Salt Lake City Prospectors, nello Utah, attivi nella stagione 1978-79.
Terminarono il loro unico campionato con un record di 19-29. Scomparvero alla fine della stagione.

## Stagioni
| Stagione | Lega | Denominazione              | V  | P  | %    | Piazzamento | Play-off |
| -------- | ---- | -------------------------- | -- | -- | ---- | ----------- | -------- |
| 1978-79  | WBA  | Salt Lake City Prospectors | 19 | 29 | 39,6 | 6º          |          |